# Exorista uticola
Exorista uticola là một loài ruồi trong họ Tachinidae.